# Space western

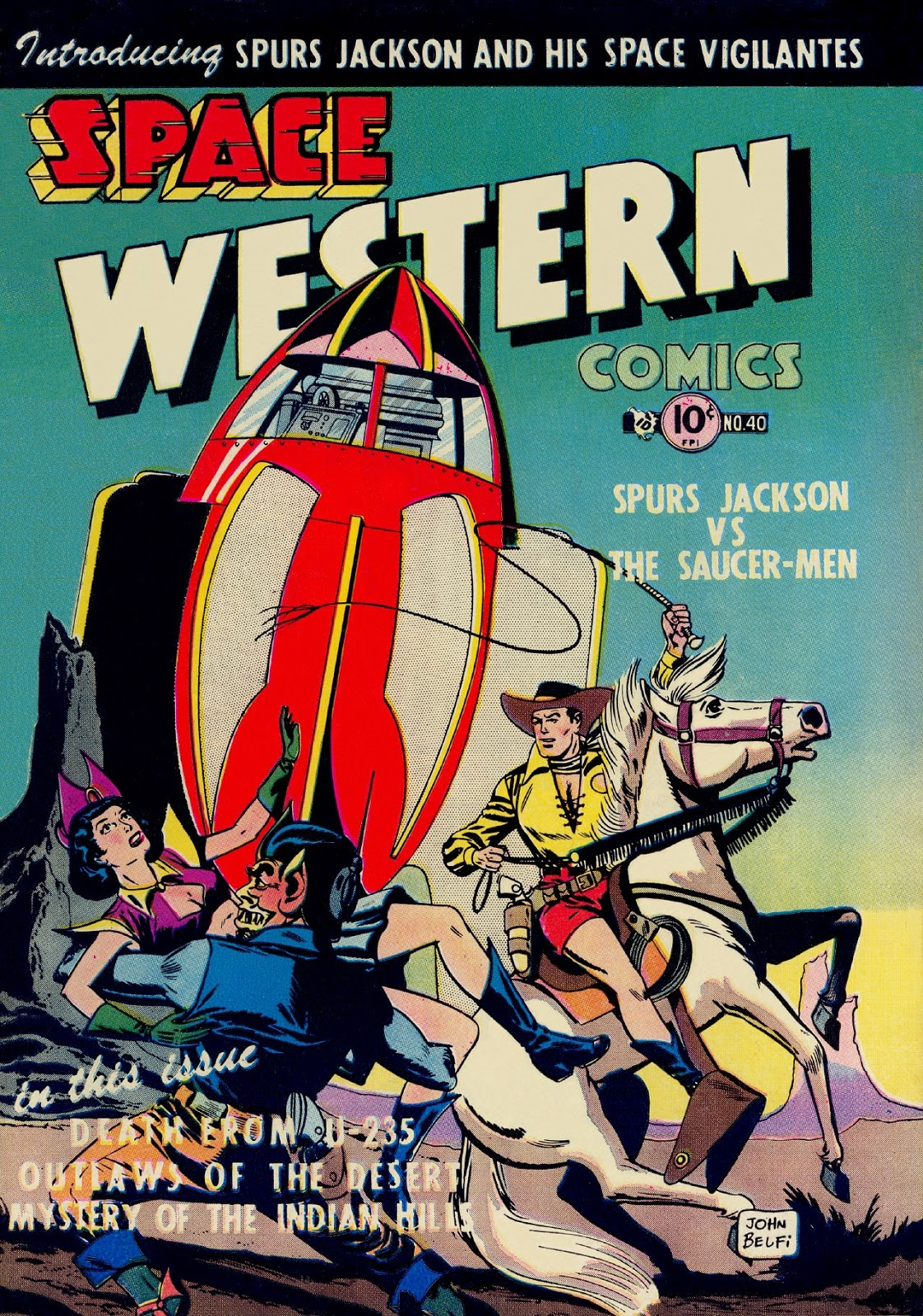
Portada de la revista Space Western #40.

El space western, wéstern espacial o viejo Oeste espacial es un subgénero de la ciencia ficción, mayormente utilizado en películas y programas de televisión, en el cual aspectos clásicos del viejo oeste estadounidense (p. ej. vaqueros) son utilizados como trasfondo de escenarios futuristas.

## Laúltima fronteracomo trasfondo
Este término supone que la futura exploración espacial será muy similar a como fue la conquista del viejo oeste estadounidense. En algunos casos esto puede literalmente incluir pueblos indígenas y colonos, robos a trenes y caballos.

## Ejemplos notables

### Anime
- Captain Harlock
- Combat Mecha Xabungle
- Cowboy Bebop
- Dragon Ball
- Galaxy Express 999
- Gun Frontier
- Gun X Sword
- Outlaw Star
- Saber Rider and the Star Sheriffs
- Trigun
- Wild Arms

### Libros
- The Beast Master, de Andre Norton
- Santiago: a Myth of the Far Future and The Return of Santiago, de Mike Resnick
- Northwest of Earth, de C. L. Moore (colección de historias cortas)
- Time Enough for Love, de Robert A. Heinlein
- Girl in Landscape, de Jonathan Lethem
- Earthman's Burden Sequence, de Poul Anderson y Gordon R. Dickson
- A Princess of Mars, de Edgar Rice Burroughs
- A Whisper in Space, de David C. Drizzit

### Cine
- The American Astronaut
- Atmósfera cero
- Battle Beyond the Stars
- BraveStarr: The Movie (publicada en Europa como Bravestarr: The Legend)
- Galaxina
- Ghosts of Mars
- Moon Zero Two
- No Law 4000
- Oblivion
- Serenity - secuela de Firefly
- Spacehunter: Adventures in the Forbidden Zone
- Star Trek V: The Final Frontier - la escena en Nimbus III está fuertemente influenciada por wésterns.
- Star Wars
- Stingray Sam
- Space Cowboys

### Series de televisión
- Guardianes de la Galaxia (serie animada)
- Firefly
- The Mandalorian
- El libro de Boba Fett
- Cowboy Bebop

### Videojuegos
- Borderlands
- Destiny
- Destiny 2
- Exoplanet
- Outer Wilds
- Rebel Galaxy
- Rebel Galaxy Outlaw
- RimWorld
- Space Marshals
- Starcraft
- Starfield
- The Outer Worlds

### Lecturas recomendadas
- Abbott, Carl, Frontiers Past and Future: Science Fiction and the American West, University Press of Kansas, 2006.
- Katerberg, William H., Future West: Utopia and Apocalypse in Frontier Science Fiction, University Press of Kansas, 2008.
- Mogen, David, Wilderness Visions: The Western Theme in Science Fiction Literature, Borgo Press, 1993.
- Westfahl, Gary, Space and Beyond: The Frontier Theme in Science Fiction, Greenwood Press, 2000.